# Vạn Linh
Vạn Linh là một xã thuộc tỉnh Lạng Sơn, Việt Nam.

## Địa lý
Xã Vạn Linh nằm ở phía tây huyện Chi Lăng và cách trung tâm huyện 15 km, có vị trí địa lý:
- Phía đông giáp xã Hòa Bình
- Phía tây giáp huyện Hữu Lũng
- Phía nam giáp xã Y Tịch
- Phía bắc giáp xã Bằng Mạc và huyện Văn Quan.

Xã Vạn Linh có diện tích 57,77 km², dân số năm 2019 là 6.667 người, mật độ dân số đạt 115,4 người/km².

## Hành chính
Năm 2019 xã Vạn Linh được chia thành 13 thôn: Xa Đán, Phố Mới, Phố Cũ, Mỏ Rọ, Đông Khao, Đông Thành, Lũng Na, Nà Lai,Nà Tẻng  Mỏ Cấy, Khun Đút, Làng Thượng, Làng Đăm.

## Kinh tế - xã hội

### Kinh tế
Xã Vạn Linh có chợ Vạn Linh đặt tại thôn Phố Mới. Là chợ duy nhất họp 5 ngày/1 lần vào âm lịch, cho các xã khu vực phía trên đèo Bén. Có 1 cửa hàng xăng dầu, đặt tại đường ĐT. 238A trên địa bàn thôn Phố Cũ.
Các ngành hàng chủ yếu:
- Sản xuất cao khô chủ yếu tại Phố Mới và Phố Cũ
- Trồng quýt tại Mỏ Cấy.

Ngoài ra các ngành hàng như: Thuốc lá, lạc, cây ăn quả khác trồng phổ biến tại tất cả các thôn.

#### Nông thôn mới
Năm 2015, xã đạt chuẩn xã nông thôn mới do UBND tỉnh Lạng Sơn kí quyết định công nhận.

### Xã hội

#### Giáo dục
Có 1 trường Mẫu Giáo:
- Trường chính tại Đông Thành
- Trường điểm tại Phố Mới.

Có 2 trường Tiểu học:
- Trường Tiểu học 1 tại Phố Mới
- Trường Tiểu học 2 tại Đông Thành
- Trường điểm trường Tiểu học Mỏ Cấy (Tiểu học 3).

Có 1 trường THCS tại Làng Thượng.
Hành chính: Trụ sở xã được xây mới, trạm Y tế đạt chuẩn, Hội trường xã, Bưu điện,... nằm trên địa bàn thôn Phố Mới.

## Giao thông
ĐT. 238A, ĐT. 238B kết nối với Y Tịch, Hoà Bình. Các hệ thống đường liên thôn cơ bản đều được bê tông hoá đến nhà văn hoá trung tâm thôn. Các đường nhánh,ngõ đang được đầu tư thi công bê tông.